# Adolf Galland
Adolf Joseph Ferdinand Galland, nemški general, lovski pilot in letalski as, * 19. marec 1912, Westerholt, Nemčija  † 9. februar 1996, Remagen-Oberwinter, Nemčija.
Med drugo svetovno vojno je dosegel 104 zračne zmage. Bil je tudi poveljnik lovskega letalstva Luftwaffe med letoma 1942 in 1945. Po vojni je bil nekaj časa letalski svetovalec Argentinskega vojnega letalstva.

## Napredovanja
- podčastnik (1. maj 1934)
- praporščak (1. september 1934)
- poročnik (1. januar 1935)
- nadporočnik (1. avgust 1937)
- stotnik (1. oktober 1939)
- major (19. julij 1940)
- podpolkovnik (1. november 1940)
- polkovnik (4. december 1941)
- generalmajor (1. november 1942)
- generalporočnik (1. november 1944)

## Odlikovanja
- viteški križ železnega križa (96., 29. julij 1940)
- viteški križ železnega križa s hrastovimi listi (3., 24. september 1940)
- viteški križ železnega križa s hrastovimi listi in meči (1., 21. junij 1941)
- viteški križ železnega križa s hrastovimi listi, meči in diamanti (2., 28. januar 1942)
- 1939 železni križec II. razreda (15. september 1939)
- 1939 železni križec I. razreda (22. maj 1940)
- Wehrmacht-Dienstauszeichnung IV. Klasse
- Medalla de la Campańa de Espańa
- Medalla Militar Individual de Espańa con Diamantes
- Spanienkreuz in Gold mit Brillanten (7. junij 1939)
- Wehrmachtbericht (16. avgust 1940; 25. september 1940; 2. november 1940; 18. april 1941; 22. junij 1941; 30. oktober 1941; 15. februar 1942)
- Frontflugspange für Jäger in Gold mit Anhänger Einsatzzahl 400
- Gemeinsames Flugzeugführer- und Beobachter-Abzeichen in Gold mit Brillanten
- Verwundetenabzeichen in Schwarz

## Njegova vojaška letala
Galland se je med svojo vojaško kariero bojeval z naslednjimi letali:
- Focke Wulf Fw-44
- Arado Ar-68
- Henschel Hs 123
- Heinkel HE 51
- Messerschmitt Bf-109
- Focke-Wulf 190
- Messerschmitt Me 262